# Berberis parviflora
Berberis parviflora är en berberisväxtart som beskrevs av John Lindley. Berberis parviflora ingår i släktet berberisar, och familjen berberisväxter. Inga underarter finns listade i Catalogue of Life.